# Biała Woda (Barycz)
Biała Woda – część wsi Barycz w Polsce, położona w województwie podkarpackim, w powiecie brzozowskim, w gminie Domaradz.
W latach 1975–1998 Biała Woda należała administracyjnie do województwa krośnieńskiego.